# バスト ア ムーブ
『バスト ア ムーブ』（BUST A MOVE）は、メトロが開発し、エニックス（現スクウェア・エニックス）から発売された音楽ゲーム。1998年1月29日に第一作である「バスト ア ムーブ Dance&Rhythm Action」が、翌1999年4月15日に『バスト ア ムーブ2 ダンス天国MIX』が共にプレイステーションで発売された。また「スクウェア・エニックス ポケットアクション」（携帯電話）において同作のモバイル版が配信されている。
また、2000年11月2日にはシステムを一新した「ダンスサミット2001 バスト・ア・ムーブ」がプレイステーション2で発売された。

## 概要

### バストアムーブの概要
ダンスのカッコ良さを競うリズムアクションゲーム。ゲーム画面に表示されるダンスコマンドをテンポ良く入力することで、3Dキャラクターがダンスを繰り広げる。ダンスは4拍子ごとに区切られており、連続でコマンドを入力していくことでひとつのダンスが完成する（よって、コマンド表示や入力も4拍子である）。ダンスを上手に踊るほどキャラクターのテンションが高くなり、より派手でカッコ良いダンスを踊れるようになる。特に、プレイヤーと対戦相手が交互に踊る“ソロパート”はテンションが上がりやすく、逆転を狙う大きなチャンスである。また、本作は対戦を重視したつくりになっているのが特徴で、相手のダンスを妨害する“ジャマーシステム”を採用している。妨害（ジャマー）が成功すると、相手ダンサーはダンスに失敗し、ダンスが途切れる。テンションも大幅に下がるため、どのタイミングでジャマーを使うかが非常に重要である。『バスト2』からはジャマーを相手にそのまま跳ね返す(後述のドンピシャタイミングでなければならない)“ジャマー返し”が登場し、より駆け引きの熱いゲームになった。なお、ジャマーは1ゲームにつき2回まで使用可能である。
演出面でも、ダンスをカッコ良く踊り続けると、ステージ上に変化が生じる仕掛けが用意されている。キャラクターは、実在のダンサーからモーションキャプチャーしており、プレイヤーはリアルなダンスを楽しむことができる。

### ダンスサミットの概要
ダンスサミットは、前2作からシステムを大きく一新している。従来は、対人戦を意識したつくりだったが、今作は4人・1チームで協力してダンスを踊る。チームは仲間であると同時にプレイヤーのライバルである。協調してカッコ良いダンスを踊るだけでなく、チームの他のメンバーよりもいかに目立つかがカギになる。また、今作はダンスコマンドも“お手本を見た後にタイミング良くコマンドを入力する”パラッパラッパーに近いタイプに変更された。シリーズの世界観は受け継がれているものの、ナンバリングはなく、これまでのキャラクターも登場しないため、スピンオフの色合いが強い。
アスキーから「dance summit 2001専用コントローラー」が発売された。

## 設定
ダンスエナジー・グルーブトロン
宇宙からやってきた不思議な力。ダンサーがカッコ良く踊ることで体内に宿り、ジャマーなどの特殊能力を使うことができる。極限まで高められたグルーブトロンは、持ち主の願いごとを叶えるちからを持つという伝説がある。

## 登場人物

### バストアムーブの登場人物
年齢は『バストアムーブ2』時点のものである。2は1から1年後という設定。各キャラクターのダンススタイルは大筋ジャンルごとに分かれているものの1では全キャラクターに共通してOld Schoolに分類されるHipHop、SOULやLOCK等でよくみられる動きがある。『2』ではほぼそれぞれのジャンルの動きに特化している。

### 『バストアムーブ1』から登場
ヒート（Heat）
年齢：20歳。身長171cm。体重60kg。バスト：81cm。ウエスト：62cm。ヒップ84cm。職業：ダンサー。血液型：A型。星座：牡羊座。
元レーサー。レース中の事故で重傷を負うものの奇跡的に生還、炎を操る能力を得た。グルーブトロンのちからでレーサー復帰を狙う。
スタイル：East Coast Hiphop＋フロア系ブレイクダンス
フリーダ（Frida）
年齢：18歳。身長166cm。体重44kg。バスト：83cm。ウエスト：54cm。ヒップ：86cm。職業：グラフィックアーティスト。血液型：B型。星座：牡羊座。
コメットの姉。『バスト1』のみに登場。
スタイル：West Coast Hiphop
ストライク（Strike）
年齢：22歳。身長183cm。体重75kg。バスト：94cm。ウエスト：66cm。ヒップ：86cm。職業：ストリートギャング。血液型：A型。星座：うお座。
元刑務所仲間とダンスグループを結成し、オフの日に銀行を襲っている。
ダンスサミットのジャンボマックスのステージ後方でノっている。
スタイル：Gangsta Hiphop
ショーティー（Shorty）
年齢：13歳。身長152cm。体重39kg。バスト：77cm。ウエスト：48cm。ヒップ：79cm。職業：学生。血液型：B型。星座：しし座。
父は外交官、母はスーパーモデル。父が買ってきたコロンボというペットを飼っている。
ロングツインテールで丈が長い服を着ている。
スタイル：Girl's Hiphop
ヒロくん（Hiro）
年齢：21歳。身長179cm。体重68kg。バスト：88cm。ウエスト：68cm。ヒップ：86cm。血液型：B型。星座：やぎ座。
イタリア人。日本在住で、趣味はコンピュータ。自己愛が強い傾向がある。
白色のジェケットにリーゼントヘアー。グルーブトロンで崩れない髪形を手に入れたいらしい。
スタイル：Lock
ケリー（Kelly）
年齢：24歳。身長168cm。体重49kg。バスト：89cm。ウエスト：58cm。ヒップ：84cm。職業：外資系商社役員。血液型：AB型。星座：双子座。
趣味はコスプレで、衣装のローンがかなり残っていてグルーブトロンの力で返済したいらしい。
『1』ではベビー風のラバーコスチュームにガラガラ、『2』では警官のコスチュームに警棒と大きく雰囲気が異なる。
スタイル：SOUL
キティーN（Kitty-N）
年齢：17歳。身長170cm。体重46kg。バスト：84cm。ウエスト：55cm。ヒップ：85cm。職業：コスプレアイドル。血液型：O型。星座：おとめ座。
振付師の土居先生に片思いしている。本名はキティー中島。
スタイル：Modern Jazz（『1』ではJazz Funk要素も強い）
ガス・オー（GAS-O）
年齢：16歳。身長160cm。体重56kg。バスト：82cm。ウエスト：66cm。ヒップ：82cm。職業：学生。血液型：B型。星座：蠍座。
マッドサイエンティスト。毒ガスに興味がある。『バスト2』では父親のBI-Oへの傷害罪で服役中であり登場しない。
スタイル：House
ハム（Hamm）
年齢：31歳。身長158cm。体重88kg。バスト：82cm。ウエスト：94cm。ヒップ：88cm。職業：ハンバーガーショップ“バーガードック”の店長。血液型：O型。星座：てんびん座。
『バスト2』では、仕事が多忙で登場しない。だが、「ダンスサミット」の時代になるとバーガードックの経営が傾いている。
スタイル：Hiphop
ピンキー・ダイヤモンド（Pinky Diamond）
年齢：?歳。身長176cm。体重54kg。バスト：88cm。ウエスト：58cm。ヒップ：90cm。職業：ストリッパーで占い師（裏の世界では暗殺も請け負っている）。血液型：O型。星座：蟹座。
『バスト2』には登場しない。
スタイル：Jazz Funk
カポエラ（Capoeira）
年齢：?歳。身長155cm。バスト：?cm。ウエスト：?cm。ヒップ：?cm。
カポエラ星からやって来た宇宙人。名前はキキとララ。日本のブリキの看板を集めるためにやってきたらしい。特に、ボンカレーの松山容子の看板を好む。年齢も性別も不詳。
ペンギンのような生物・チッチとサリーをペットに飼っている。なお、カポエイラは格闘技が元の実在するダンスである。
スタイル：カポエラ
ロボZ（Robo-Z）
身長52m。体重220t。バスト：2500。ウエスト：1700。ヒップ：2600。
詳細不明の巨大ロボット。Zの発音は「ズィー」。『1』ではプレイヤーはビルの屋上で、『2』ではヘリコプターに乗りながら上空で巨大なRobo-Zと対戦する。
『バスト1』では青や銀を基調にしたカラーリングであったが、『バスト2』では全身がゴールドカラーとなっており名前も「ロボZ-GOLD」とパワーアップしている。
スタイル：Vogue
コロンボ（Columbo）
身長33cm。体重1kg。バスト：32cm。ウエスト：34cm。ヒップ：34cm。
ショーティーの飼っているペット。両親からショーティーへの誕生日プレゼントとして贈られた。動くものなら何でも食べてしまう習性がある。
スタイル：ショーティーと一緒
バーガードッグ（BurgerDog）
ハムの働くバーガー店「バーガードッグ」の看板マスコットにして店員の犬。
ダンスサミットでは路頭に迷っている。
スタイル：ハムと一緒

### 『バストアムーブ2』から登場
コメット（Comet）
年齢：16歳。身長162cm。体重45kg。バスト：82cm。ウエスト：58cm。ヒップ：84cm。職業：学生。血液型O型。星座：水瓶座。
フリーダの妹で寿司バーでアルバイトをしている。魔法が使える。
スタイル：Rollerskate
ツトム（Tsutomu）
年齢：11歳。身長141cm。体重36kg。バスト：65cm。ウエスト：37cm。ヒップ：68cm。職業：小学生。血液型A型。星座：魚座。
生意気な性格で、全校生徒の99%の児童に嫌われている。怒るとお漏らしする。
家は金持ちで次期生徒会長の座を狙っている。
ジャンル：House
バイオ（BI-O）
年齢：47歳。身長178cm。体重65kg。バスト：86cm。ウエスト：67cm。ヒップ：87cm。職業：ゾンビ（元印刷会社社員）。血液型：B型。星座：蠍座。
GAS-Oの父。息子と大喧嘩し最新の毒ガスをかぶせられ、ゾンビになった。頭に斧が刺さっている。
スタイル：Pop
パンダー（Pander）
年齢：31歳。身長183cm。体重78kg。バスト：96cm。ウエスト：85cm。ヒップ：95cm。
ラスボス。はじめはマスコット風パンダだが6セットで変貌。パンダのように白黒に塗ったリアルな人間になる。2Pカラーでは靴が片足しか無く、花が咲いている。変貌はジャマーで変形させても阻止できない。演舞を踊りこなす。
スタイル：日本舞踊
すしボーイ（Sushiboy）
身長42cm。体重30kg。バスト：37cm。ウエスト：38cm。ヒップ：39cm。
コメットのステージの寿司屋の看板のキャラクター。ロボット風のキャラクターで足にスケートがついている。
スタイル:コメットと一緒
ハッスルコング（Hustle Kong）
身長185cm。体重226kg。バスト：172cm。ウエスト：148cm。ヒップ：156cm。
ヒロくんステージでバーをそろえると後方モニターを突き破って出てくるゴリラ。きらめいている。
スタイル：Hiroと一緒
マクロード（McLoad）
身長164cm。
ショーティーのステージにいる恐竜と思しきキャラクター。火を吹く。
スタイル：Kellyと一緒。
マイケル土居（Michael Doi）
年齢：34歳。身長175cm。バスト：80cm。ウエスト：61cm。ヒップ：82cm。
Kitty Nこと中島のダンスのインストラクター。男性だがいわゆるオネエ系。
スタイル：Kitty Nと一緒
チッチ&サリー（Chichi&Sally）
身長45cm。体重3.7kg。バスト：40cm。ウエスト：41cm。ヒップ：45cm。
カポエラの宇宙船のバックで走り回っている生物。このキャラクターだけはプレイヤーとして使用しているとバックに出現しない。
スタイル：カポエラと一緒
ジェームス・スネオカ（James Suneoka）
エンディングの番組で司会を務める男。軽やかに登場しブラックジョークを一発入れる。
ケリーのエンディングではマクロードのコスプレをしていた。
インタビュー後にレギュラープレイヤーキャラになんらかの悪戯をされてLet's Bust A Moveの間に悪化、エンディング終了時には無残な姿になることが多い。
スタイル：本編では踊らない

### 『ダンスサミット』の登場人物
スクールメイツ（School Mates）
ダンス大好き女子中学生4人組。ただし、ダンス部は中学未公認。グルーブトロンの使い道は、ダンス部を公式に認めてもらうこと。メンバーは、バンビ（Banbi）、キャンディ（Candy）、ベティ（Betty）、オリーブ（Olive）。
グルーブトロンの本当の使い道は、バンビは「高校球児のボーイフレンドを作る」、キャンディは「マッチョなボーイフレンドが欲しい」、ベティは「ダンス部を公認のクラブにしてもらう」、オリーブは「可愛い動物を集めたい」。
データ ビーバップス（Data Be Bops）
3Dのおじさんが経営するゲームセンター“北2001”を根城にするゲーマーチーム。トロンの使い道は、超人気ダンスゲーム「ゲスト・ハ・デーブS」のウルトラスーパーハードモードのクリア。メンバーは、スズキ（Suzuki）、ホンダ（Honda）、スリーディー（3D）、ジーパン（G-PAN）。
本当の使い道は、スズキは「ゲスト・ハ・デーブSのウルトラスーパーハードモードクリア」、ホンダは「F1マシンに一度だけ乗ってみたい」、3Dは「自分の頭脳をコンピュータ化する」、ジーパンは「ゲームオリンピックにみんなで参加したい」。
クスクス（CUSU-CUSU）
女子大生チーム。メンバーは、シンディ（Cindy）、サハラ（Sahara）、ケイ（Kei）、ミー（Me）。ケイとミーはアフリカ旅行に行った際に行方不明になり、二人に発見されたが奇怪なお面を付けた変わり果てた姿になっている。グルーブトロンのちからでケイとミーの呪いを解くのが目的。
シンディは「二人の呪いを解く」、サハラは「皆でアフリカで暮らしたい」、ケイは「クスクスの教えを世界に広めたい」、ミーは「呪われているのでよくわからない」。
フラワーダンシングチーム（Flower Dancing Team）
女装趣味のエリート会社員チーム。メンバーは、チェリー（Cherry）、ジャスミン（Jasmine）、サフラン（Saffron）、マーガレット（Marguerite）。
チェリーは「ゴージャス姉妹のようなルックスに生まれ変わる」、ジャスミンは「ダメ上司（チェリー）を南極支社に転勤させる」、サフランは「女として人生をやり直したい」、マーガレットは「超人気俳優“タムラマサー☆カズ”の愛人になる」。
ギャラクシー4（Galaxy4）
辺境の惑星「ダマス」の戦争難民救助ボランティアで知り合った、全宇宙の平和を願う宇宙人4人組。メンバー全員が戦争による悲しい過去を背負っているが、現在は愛と平和のダンスチームとして活躍している。グルーブトロンの力を使い、宇宙から戦争をなくすため、参加する。メンバーは、オリオン（Orion）、ミランダ（Miranda）、プラネット（Planet）、アポロ（Apollo）。
オリオンは「宇宙を平和にしていろんな人間と踊る」、ミランダは「戦争を失くし、両親の供養をする」、プラネットは「戦争によって恋人同士が引き裂かれないよう、戦争を失くす」、アポロは「安心して農業ができるよう、宇宙を平和にしたい」。
ディスコス エストラス（Discos Estrus）
ルチャ団体「飛んで!!ルチャ・リブレ」に所属するプロレスラー3人とオランウータン一匹のチーム。3人は大の動物好きであり、社長の命令により今シーズンからマスコットとして加わったウータンをマレーシアの森に返そうと、試合そっちのけでダンスサミットに参加する。メンバーは、ミクロ（Micro）、テキサス（Texas）、ドラゴン（Dragon）、オランウータンのウータン（Utan）。
ミクロは「ウータンをマレーシアの森に返す」、テキサスは「ガーリックステーキを腹いっぱい食べる」、ドラゴンは「パンダーを絶滅から救いたい」、ウータンは「リンゴを腹いっぱい食べる」。
ジャンボマックス（Jumbo Max）
スラム街の裏路地で知り合ったストリートギャング4人組。ケンカの強いリーダーのバットを中心にまとまっている。学校や社会に不満があり、暴力の限りを尽くしていたが、グルーブトロンで本当の自由を手に入れるべく、参加する。メンバーは、バット（Bat）、ダック（Duck）、ジェイソン（Jason）、ミート（Meat）。
バットは「本当の自由を手に入れる」、ダックは「地球を守るため人類を絶滅させる」、ジェイソンは「言えない」、ミートは「大好きなファストフード店“BURGER DOG”の再建」。
ファーイーストコマンダー（Far East Commander）
未来国家「ア・バ・クフー」の命を受け、極悪宇宙デュオ“アクダイ・カーン”と“エチゴ・ヤーン”を追う必殺未来忍者4人衆。だが、あと一歩の所で必殺技「袖下芸者舞（そでのしたげいしゃまい）」を受け、取り逃がす。そのせいで総帥の「デンチュー」に大目玉を食らい、「チミ達、次、失敗したらおしおきだじょー」と脅される。困った4人はグルーブトロンを手に入れて力を使おうと、参加を決意。メンバーは、イマワ（Imawa）、ショーグン（Shogun）、ハママツ（Hamamatsu）、トモエ（Tomoe）。
イマワは「極悪宇宙デュオを捕まえる」、ショーグンは「元の世界に帰りたい」、ハママツは「自分の城を手に入れる」、トモエは「普通の女の子に戻りたい」。

## 音楽

### 『バストアムーブ1』の音楽
- 2BAD（ヒート）作曲：Sweet Jodi　作詞：Terry T　歌：Sweet Jodi
- 空と海と虹の夢（フリーダ）作曲：小林デビ　作詞：市井由理　歌：菅原晶子
- Power（ストライク）作曲：Sweet Jodi　作詞：Terry T　歌：Terry T & Sweet Jodi
- i luv hamburgers（ハム）作曲：t-kimura　作詞：Terry T　歌：RAVEMAN feat. Terry T & Sweet Jodi
- Transform（ケリー）作曲：石塚知生　作詞：及川眠子　歌：山岡あつ子
- 笑ってポン（ショーティー）作曲：石塚知生　作詞：榎本加奈子　歌：源河里奈
- The Natural Playboy（ヒロくん）作曲：石塚知生　作詞：Kaleb James　歌：Kaleb James
- I know（ピンキー）作曲：石塚知生　作詞：Kaleb James　歌：Donyale Fredericks
- CHEMICAL LOVE（GAS-O）作曲：小林デビ　作詞：小林デビ & Kaleb James　歌：Kaleb James & Chey
- 青空のknife（キティーN）作曲：David Ford　作詞：売野雅勇　歌：守永初美
- 噂のカポエラ（カポエラ）作曲：小林デビ　作詞：サエキけんぞう（パール兄弟）　歌：鶴水瑠衣
- FLYIN’TO YOUR SOUL（ロボZ）作曲：motsu　作詞：motsu　歌：motsu

### 『バストアムーブ2』の音楽
- The Heat is On（ヒート）作曲：AARON G.　作詞：河野伸 　歌：AARON G.
- Magic Tower（コメット）作曲：桜井鉄太郎（COSA NOSTRA）　作詞：鈴木桃子（COSA NOSTRA）　歌：桜井鉄太郎feat.小田玲子（COSA NOSTRA）
- ひざしの奥のハッピーハート（ショーティー）作曲：桜井鉄太郎　作詞：サエキけんぞう　歌：Aie
- Hear Comes Trouble（ストライク）作曲：CPM-MARVIN　作詞：MJ RAA-DEE　歌：MASTERS OF FUNK
- ALLEGRETTO BREAK（カポエラ）作曲：田中純一
- Hello! Kitty-N（キティーN）作曲：河野伸　作詞：あんじ　歌：あんじ
- Got To Be Happy（ツトム）作曲：福富幸宏　作詞：鈴木桃子（COSA NOSTRA）　歌：福富幸宏feat.鈴木桃子　コーラス：DOUBLE
- Let The Music Take Control（ヒロくん）作曲.作詞.歌：STELLAR ALL STARS
- Moon Light Party（ケリー）作曲：DJ HASEBE&Ryosuke Imai　作詞：EMIKO　歌：DJ HASEBEfeat.EMIKO
- ZOMBIE HOPPER（BI-O）作曲：KANAME
- ACID LINE（ロボZ）作曲：JOUJOUKA
- ENKA 1（パンダー）作曲：PARTS OF CONSOLE　歌：PARTS OF CONSOLEfeat.河合美智子
- BUST A GROOVE（エンディング）作曲：MONKEY BLACK BOTTOM BRASS BAND　歌：BLACK BOTTOM BRASS BAND

### 『ダンスサミット2001』の音楽
- Nah-Ten-Ten（オープニング）作曲：T.Mori　歌：2 Nice
- カスタムーブ（ジャンボマックス） 作曲：DJ Defilements　作詞：RYO the SKYWALKER　歌：DJ Defilements featuring RYO the SKYWALKER
- 赤い星（クスクス）作曲：河野伸　作詞：岩井奈津子　歌：高江洲美紀
- ゲームな世界（データ ビーバップス）作曲.作詞：小林裕　歌：ellin
- 俺は貴方に近づいているだろうか（ディスコス エストラス）作曲：伊藤秀昭　作詞：前田耕一郎　歌：D.U.B. featuring 大槻ケンヂ
- CHERRY BOMB（スクールメイツ）作曲：井出泰彰　作詞：柚木美祐　歌：KOZ
- 私の名前はシスター“ゲット”（フラワーダンシングチーム） 作曲.作詞：藤沢秀樹　歌：未唯
- Ichijiku（ファーイーストコマンダー）作曲.作詞：Noboru Saito　歌：Random Future
- Funkの神様（ギャラクシー4）作曲.作詞：“D”　歌：D&B
- 狂言メッセージ（エンディング）作曲：A.S.E.　作詞：A.S.E.,アイン　歌：BOaT

## スタッフ
- キャラクター&ステージデザイン：田中秀幸／フレイムグラフィックス
- 音楽：エイベックス・ディーディー（「1」）
- 音楽：FBIJ（「2」「ダンスサミット」）
- 開発：株式会社メトロ
- 制作：株式会社エニックス

## 評価

### バスト ア ムーブ Dance&Rhythm Action
電撃PlayStationソフトレビューでは70、65、85、85の305点。レビュアーは10分未満遊べるようになることやルールが簡単で対戦で盛り上がれてダンスミュージック好きが楽しめる完成度が高いと賞賛したが、シビアに言うとオリジナリティに欠ける、ロード時間が長め、立ち上げたときにメモリーカードを読み込まない、敵の攻撃の対処には慣れが必要、大差がついても最後までプレイする必要がある、コマンドがあまりない、高得点のためには同じダンスを続ける必要がある、音楽はエイベックス風で好みが分かれるかもしれないとした。
GameSpotは7.6/10のスコアでモーションキャプチャ、音楽、グラフィックを賞賛した。
IGNは9/10のスコアで非常にユニークであり、豊富なダンススタイルや音楽テーマ、パーティクルな練習モードを賞賛した。

### バスト ア ムーブ2 ダンス天国MIX
日本国外では前作と並んで中古市場で価値のあるPlayStationタイトルの1つである。完品は希望小売価格の35.99ドルを上回り、70ドル以上で売られている。

### ダンスサミット2001
GameSpotでは7.1/10のスコアでサウンドトラック自体は興味深いが単調、コマンド表示のボックスが画面中央にあるためアクションが隠れてしまう、過去作のような深みがない浅いゲームプレイだがそれらを無視できれば楽しめるとした。

## トリヴィア
- 『バストアムーブ1』、『2』はアーケードでも展開していた。販売はナムコ。
- 北米版のタイトルは『Bust a Groove』に変更されている。これは、『パズルボブル』（タイトー）の北米版が『Bust-a-Move』という類似タイトルで先に発売されていたためとなっている。

## 関連書籍
- A MUST BOOK OF BUST A MOVE 公式ダンスゲー攻略大作戦

エニックス、1998年、ISBN 4-87025-699-1
- THE LAST BOOK OF BUST A MOVE 公式ダンスバトル攻略大作戦

エニックス、1998年、ISBN 4-87025-307-0
- バストアムーブ2 ダンス天国MIX オフィシャルガイドブック

エニックス、1999年、ISBN 4-7575-0035-1